# ASAHIパソコン
「ASAHIパソコン」（あさひパソコン）は、朝日新聞社が発行していた、月2回刊のパソコン雑誌。

## 概要
1988年9月に創刊、基本的に初心者向けの誌面構成になっており、製品レビュー記事、パソコンやソフトウェア、インターネット等の入門・テクニック記事を中心にしているが、パソコンやネット、パソコン業界にまつわる社会・時事問題を始め、パソコンを使った教育など、あらゆるテーマを取り扱っている。また記事内容も他のパソコン雑誌とは異なる切り口・視点での記述が多かった。毎年4月1日発売の号では「Noise & Virus」と題して、パソコン関連のエイプリルフール記事を掲載していた事でも知られる。
初心者を主眼に置いたという点ではパソコン業界に多大な影響を及ぼしており、「EYE-COM」（現週刊アスキー、アスキー）を始め、「Hello!PC」（後のPC USER、休刊、ソフトバンククリエイティブ）や「パソコン倶楽部」（休刊、技術評論社）など、他社からも初心者をターゲットにしたパソコン雑誌が多数創刊されることとなり、朝日新聞社自身も全くの初心者を対象とした月刊誌「Paso」（後に朝日ビジネスPASO）を創刊している（2003年に休刊）。
また、ASAHIパソコンの読者向けパソコン通信サービスとして「ASAHIパソコンネット」を1988年に開始、これが商用パソコン通信サービスを経て現在のインターネットサービスプロバイダ「ASAHIネット」の原形となった。
しかし、インターネットの普及によりパソコン雑誌の購読者数が減少している中、ASAHIパソコンもその苦境を乗り越える事ができなくなり、2006年3月15日号をもって休刊した。
サトウサンペイが「パソコンのパの字から」と題したシニアを対象にしたパソコン初心者からの上達法を描いたイラストコラムを掲載していた。
2014年9月25日に朝日新聞社の出版子会社である朝日新聞出版が運営するウェブサイト「dot.」内に「ASAhIパソコンオンライン」を開設した。このサイト上ではパソコンを始めスマートフォンやウェアラブル端末などIT関連製品のニュースやアプリの紹介記事、雑誌発行当時に発売された端末などの紹介記事を掲載するほか、ネット上で話題となったサービスや出来事の紹介記事、写真雑誌「アサヒカメラ」運営の「アサヒカメラ.net」と連携したデジタルカメラ関連記事、「週刊朝日」「AERA」に掲載されたIT関連記事も掲載している。